# Mehr – Das Musical nach Vom Fischer und seiner Frau
Mehr – Das Musical nach Vom Fischer und seiner Frau ist eine musikalische Umsetzung des Märchenstoffes niederdeutsch Von dem Fischer un syner Fru von Philipp Otto Runge, das auch Eingang in die Märchensammlung der Brüder Grimm fand. Das Musikal wurde 2017 uraufgeführt. Die Musik stammt von Marc Schubring, das Buch und die Liedtexte von Kevin Schroeder.

## Inhalt
Eine Frau namens Ilsebill und ihr Mann Munk leben in ärmlichen Verhältnissen in einer kleinen armseligen Hütte, die sie selbst als „Pisspott“ bezeichnen. Denn das Dach ist undicht, die Fenster schließen nicht richtig und das Holz für den Ofen ist feucht. Ilsebill träumt davon, der Armut zu entkommen. Sie erzählt ihrem Mann davon, doch dieser mag nicht debattieren und fährt lieber hinaus aufs Meer, um in aller Ruhe zu fischen.

### Manntje, Manntje Timpe Te
Auf dem Meer geht ihm ein merkwürdiger Fisch ins Netz, ein fetter Fang, ein Butt, endlich etwas zu essen, etwas, was Ilsebill glücklich machen wird. Doch der Butt beginnt mit ihm zu sprechen und erzählt ihm, dass er Stig heiße und dass er der Sohn des Königs des untergegangenen Vineta sei. Erschrocken wirft Munk ihn ins Wasser zurück. Stig hingegen war überrascht davon zu hören, dass es eine Welt außerhalb von seiner Wasserwelt gibt. Als der Fischer bei seiner Rückkehr der Frau davon erzählt, macht sie ihm Vorwürfe.
Ilsebill bedrängt ihren Mann, erneut hinauszufahren, um von dem Fisch die Erfüllung eines Wunsches zu erbitten, da er dessen Leben verschont hatte. Munk fährt also hinaus und ruft nach Stig. Der Butt erscheint und fragt, was „er“ begehre. Der Fischer erzählt von dem Wunsch seiner Frau nach einem neuen Haus und der Fisch sagt zu ihm, er solle heimkehren und würde dort alles so vorfinden, wie sie es gewünscht habe. Munk stellt fest, dass dies tatsächlich der Fall ist. Ilsebill ist zunächst zufrieden damit, doch bald schon fordert sie mehr. Das einfache Haus genügt ihr nicht, sie verlangt eine Villa, dann nach Reichtum und Macht, bis hin zu dem Wunsch, Papst und dann Gott selbst zu werden. Sie schickt Munk immer wieder mit neuen Forderungen hinaus aufs Meer. Glücklich wird sie dadurch trotzdem nicht. Ilsebill verliert durch ihre Gier und die immer weiter steigenden Forderungen nach und nach ihren Mann, der sie nicht mehr versteht, und ihre Freunde.

### Parallele Welten
Trotzdem gibt es ein Happy End. Wie sich herausstellt, ist Stig der Sohn von Ilsebill und Munk, der vor Jahren im Meer ertrank und das Paar in tiefes Unglück gestürzt hatte. Alle Seelen der Ertrunkenen leben, so erzählen es alte Legenden, in der versunkenen Stadt Vineta weiter. Diese liegt tief unter den Wellen und ist durch einen Graben der Meeresgöttin Rân vom Rest des Meers getrennt. Diesen Graben hatte Stig aus Neugier überschwommen, obwohl das strengstens durch eine Weisung des Königs verboten war. Durch die Begegnung mit dem Fischer wurde Stigs Wunsch nach der Wahrheit über sein Schicksal immer größer und er schloss mit Rân einen Pakt. Sie verlieh ihm die Gabe, die Wünsche Munks zu erfüllen. Rân wollte ihn sogar in die Welt der Menschen bringen, wenn es ihm gelänge, den Herzenswunsch Munks zu erfragen. Doch Munk war so sehr durch Ilsebills Suche nach Glück und Anerkennung geprägt, dass er immer nur ihr Begehren an Stig weitergab. Erst als er erkannte, dass sich mit jedem erfüllten Wunsch alles verschlimmert, sprach er aus, was er selbst sich wünschen würde.
Rân hatte Stig gesagt, dass im Gegenzug für ihre Gabe ein Wesen sterben müsse, entweder der Fisch oder der Mensch. Stig hatte vermutet, dass Munk mit dem Menschen gemeint wäre, und der Fisch sei er selbst. Erschrocken über diese Erkenntnis, wollte er den Packt mit Rân auflösen. Doch bezogen sich Râns Worte allein auf Stig. Sein Fischleben verliert er, sein Menschenleben bekommt er zurück. Am Ende ist alles wieder wie vor dem Unglück. Stig liegt als Mensch am Strand bei der armseligen Hütte seiner richtigen Eltern Ilsebill und Munk. Sie sind arm, aber endlich wieder glücklich.

## Lieder
Die Musikalische Besetzung ist für Bass (E-Bass und Akustischer), Gitarre (E-Gitarre und Akustische), Violine und Violoncello ausgelegt.
- Der Ruf der See (mehrmals auch als Reprise)
- Mehr Salz
- Jeder kann es schaffen
- Grau und Blau
- Ich war da!
- Komm doch mal runter
- Er steht da
- Mantje, Mantje
- Der erste Wunsch
- Mehr Glück als Verstand
- Wofür würdest du sterben?
- Ilses Stand
- Ein böses Ende
- Sehr erfreut
- Heil dir, Vineta!
- Keine Luft
- Schau doch mal runter
- Der dritte Wunsch
- Habemus Papam
- Mensch
- Ich steh da
- Nichts füllt uns’re Leere
- Der letzte Wunsch
- Was für ein Tag

## Auszeichnungen
Das Musical wurde achtfach für den Deutschen Musical Theater Preis 2017 in den Kategorien „Bestes Musical“, „Beste Liedtexte“, „Bestes Kostüm- und Maskenbild“, „Beste Regie“, „Beste Choreographie“, „Bester Darsteller“, „Bester Darsteller in einer Nebenrolle“ und „Beste Darstellerin“ nominiert. Gewonnen wurden die Auszeichnungen für die „besten Liedtexte“ (Kevin Schroeder) und die „beste Darstellerin“ (Anna Montanaro als Ilsebill).

## Aufführungen (Auswahl)
- 12. Mai 2017: Uraufführung bei den Brüder Grimm Festspielen in Hanau.
- 3. August 2018: Premiere Vom Fischer und seiner Frau. im Deutschen Theater, München.[3]
- 14. Februar 2020: Premiere Aufführung des Musicals unter dem Titel mehr … Vom Fischer, seiner Frau und der Suche nach Glück! durch die Theatergruppe „jetzt oder nie“ der Integrierten Gesamtschule Franzsches Feld, unter der Leitung von Kaja Brandenburger und Felix Goltermann,[4] im Kultur- und Kommunikationszentrum Brunsviga.[5]